# Huguette Tourangeau
Marie Jeannine Huguette Tourangeau (ur. 12 sierpnia 1938 w Montrealu, zm. 21 kwietnia 2018) – kanadyjska śpiewaczka operowa, mezzosopran.

## Życiorys
Studiowała w konserwatorium w Montrealu, gdzie jej nauczycielami byli Ruzena Herlinger, Otto-Werner Mueller i Roy Royal. Na scenie zadebiutowała w 1962 roku na Montreal Festival, wykonując Vespro della Beata Vergine Claudio Monteverdiego. Jej pierwszą rolą operową była Mercedes w Carmen w 1964 roku, w tym samym roku śpiewała też partię Cherubina w Weselu Figara. W latach 1964–1965 występowała z koncertami w Stanach Zjednoczonych, później śpiewała także na scenach europejskich. W 1973 roku debiutowała w nowojorskiej Metropolitan Opera jako Nicklausse w Opowieściach Hoffmanna. W 1974 roku wystąpiła w Sydney Opera House, a w 1977 roku w Covent Garden Theatre.
Wykonywała role we włoskim, francuskim i niemieckim repertuarze operowym. Do jej popisowych partii należały tytułowa rola w Carmen, Magdalena w Rigoletcie, Orfeusz w Orfeuszu i Eurydyce, Elżbieta w Marii Stuardzie, śpiewała też sopranową partię Zerliny w Don Giovannim.
Otrzymała Order Kanady (1997).